# 雨韻合唱團
雨韻合唱團（Rain Rhythm chorus）是1960年在基隆市成立的混聲合唱團。一開始是1958年對基隆市音樂教師的研習營，在研習營結束後，老師們希望可以繼續學習交流，後來成立合唱團，曾由計大偉、馬水龍、劉昌友、呂錦明及歐遠帆等人帶領，團名有多次變動，1971年後名稱固定為雨韻合唱團。
現任音樂指導老師為李熙毅老師及陳威宇老師，伴奏老師為鄭琳瑩老師。

## 沿革

### 創立時期
1958年底，楊德時督學辦理基隆市音樂教師為期三個月的研習營，結束後，參與活動的音樂教師希望有機會將好不容易聚集在一起的教師們持續聚集彼此切磋，但因為活動場地難覓，故遲至1960年，獲得救國團之助，於救國團基隆團委會場地練唱並由其輔導，稱為「青光合唱團」，此即雨韻合唱團之前身。 
到了1963年，該團改於基隆港務局練唱且由其輔導，因而更名為「港光合唱團」；至1966年，合唱團離開港務局，由團員們自組成立「雨韻合唱團」；「雨韻」之名為當時中央日報特派員宋岳所建議的，乃取「基隆煙雨濛濛，聲籟餘音裊裊」之美意，並聘請王世鼎為團長，呂錦明為指揮。
1969年，由於呂錦明老師入伍服役，改請馬水龍指導，此時因受基隆安樂區團委會輔導，再次易名為「樂聲合唱團」；1971年，呂錦明老師服完二年兵役後，回到團裡任指揮一職，才又更名回「雨韻合唱團」直至今日。
雨韻合唱團自1966年到1977年曾有11個年頭無固定練唱場地，只能由熱心的團員提供場所，或在團員的家中練唱，但時有變更，直至1977年，才在基隆市仁愛國小音樂教室有固定地方練唱，至2013年仁愛國小改建，輾轉又到基隆市中正區祥豐練唱室固定練唱。
2020年為雨韻合唱團成立60週年，於國家音樂廳舉辦《雨韻六十週年團慶音樂會》，身為一個地方性音樂社會團體，能夠維持60年實屬不易。

### 合唱比賽紀錄
雨韻合唱團在六十年中參加無數的音樂比賽及演出，且有不錯的成績。
| 日期 | 標題                 | 獲獎       |
| ---- | -------------------- | ---------- |
| 1989 | 基隆市社會組混聲合唱 | 優等第一   |
| 1991 | 基隆市社會組混聲合唱 | 優等獎     |
| 1992 | 台灣區80年度音樂比賽 | 決賽優等獎 |
| 1993 | 基隆市社會組混聲合唱 | 優等獎     |
| 1994 | 台灣區82年度音樂比賽 | 決賽優等獎 |
| 1994 | 基隆市社會組混聲合唱 | 優等獎     |
| 1995 | 基隆市社會組混聲合唱 | 優等獎     |
| 1996 | 台灣區84年度音樂比賽 | 決賽優等獎 |
| 1996 | 基隆市社會組混聲合唱 | 優等獎     |
| 1997 | 中山杯金嗓獎         | 決賽       |
| 1999 | 台灣區87年度音樂比賽 | 決賽優等獎 |

## 現況

### 行政組織
目前雨韻合唱團設有團長一人、副團長一人，顧問群；行政統籌總幹事一人、副總幹事兩人，領導五個行政部門，分別為公關組、資訊組、演出組、總務組、文書組，共同分工團內事務；音樂指導有指揮老師二人及伴奏老師一人，四聲部部長各一位，分部為男高音（Tenor）、男低音(Bass)、女高音(Soprano)、女低音(Alto)，目前團員大約35人。

### 關於演出
雨韻合唱團每年年度下旬皆有例行音樂會，額外受邀表演或外地演出每年約達三至五場。曾獲邀參與北京國際合唱節、馬來西亞、加拿大及中國福州首屆海峽兩岸合唱節表演，多年來亦獲得基隆市文化局傑出演藝團隊的肯定，並在基隆文化中心進行各類學術創意與教育推廣展演，旨在以曲高而不和寡、通俗卻不失優雅的作品來傳達合唱藝術的感動。

### 關於樂曲
雨韻合唱團因於1960年即成立，六十年的合唱團亦經歷了台灣合唱史的演變，從抗戰愛國歌曲、台灣通俗民謠、經典國外歌劇、到七八零年代的民歌、宗教歌曲、競賽歌曲等。2007年呂錦明老師推出其客家大作「客家山歌劇」一到三部曲，融入客家歌謠及舞台劇情表演，讓觀眾有不同的觀影體驗。其後延續著音樂劇的發展，雨韻也自編自導自演，連續多年以舞台劇方式表演，並加入對基隆雨都的元素，包括13、14、16年的音樂劇「不了情」「男人情女人心」「來唱基隆人的歌」等；近期回歸純合唱表演，將樂曲難度提高，多以外文歌曲、無伴奏合唱 A capella等音樂，如2020年演出的《Northern Lights 》、《Salutation》、《Stars》、《Only in Sleep》等歌，並委託新生代作曲家陳欣蕾老師編曲辛棄疾的詩《西江月》，以及長達48分鐘的宗教彌撒曲《Misatango》，表現不凡的底蘊。

### 關於雨韻團歌
雨韻團歌為任教雨韻合唱團五十年的呂錦明老師作曲；客家山歌團的姜雲玉老師作詞的《雨韻之歌》，把音樂的表現、音苻自在跳動，活靈活現的寫出，也把“雨”的元素巧妙的編曲入歌曲中。

## 知名團員
- 李季準：知名廣播及電視節目主持人
- 賀正中：基隆市知名音樂家

## 歷任團長
| 任期   | 年份  | 團長           | 備註 |
| ------ | ----- | -------------- | ---- |
| 第一任 |       | 王世鼎         |      |
| 第二任 |       | 吳邦彥         |      |
| 第三任 |       | 謝國樑         |      |
| 第四任 | 1998~ | 陳建宏（現任） |      |

## 歷任指揮
| 任期   | 年份       | 指揮老師       | 客席指揮老師 | 伴奏老師 |
| ------ | ---------- | -------------- | ------------ | -------- |
| 第一任 |            | 計大偉         |              |          |
| 第二任 | 1969～1971 | 馬水龍、呂錦明 |              |          |
| 第三任 |            | 劉昌友         |              |          |
| 第四任 | 1963~2012  | 呂錦明         | 蔡文玉       |          |
| 第五任 | 2013~2016  | 歐遠帆、李熙毅 |              | 鄭琳瑩   |
| 第六任 | 2016~      | 李熙毅、陳威宇 |              | 鄭琳瑩   |

## 外部連結
1. 雨韻合唱團官方網站 （页面存档备份，存于）
2. 雨韻合唱團Facebook 粉絲團
3. 雨韻合唱團影音平台